# 조좌호
조좌호(曺佐鎬, 1917년 ~ 1991년 6월 15일)는 대한민국의 역사학자, 교수이며 1983년부터 1987년까지 성균관대학교 총장을 역임했다.

## 학력
- 남면공립보통학교
- 대구사범학교 퇴학[주 1]
- 배재고등보통학교
- 도쿄 제국대학 문학부 동양사학과 학사

### 명예 박사 학위
- 중화민국 국립 정치 대학 명예 문학박사(1984년)[3]

## 주요 경력
- 1945년 : 연희대학교 교수
- 1953년 ~ 1966년 : 동국대학교 교수
- 1966년 ~ 1982년 : 성균관대학교 교수
- 1981년 : 산운학술문화재단 이사장[주 2]
- 1983년 ~ 1987년 : 성균관대학교 총장(제13대)[2][4]

## 상훈
- 국민훈장 동백장
- 국민훈장 모란장

## 저서
- 《동양사대관》(광조출판사, 1984년)
- 《한국사통론》(박영사, 1987년)

## 주해
1. ↑  항일민족운동 서클에 가담했다는 이유로 일본 경찰에 체포됐고, 그 후 강제 퇴학당했다.
2. ↑  현재의 고려학술문화재단